# Marnick Vermijl
Marnick Danny Vermijl (Peer, 13 gennaio 1992) è un calciatore belga, difensore del Thes Sport. Dal 1º luglio 2025 sarà un nuovo giocatore del Bocholt.

## Carriera

### Club
Nel 2010 viene tesserato dal Manchester United che nel 2014 lo presta alla squadra olandese del N.E.C. con cui gioca in Eredivisie.

### Nazionale
Dopo aver preso parte agli Europei Under-19 del 2011, il 5 settembre 2013 ha preso parte alla partita dell'Under-21 belga vinta per 3-1 sull'Italia e valevole per le qualificazioni agli Europei Under-21 del 2015.

## Palmarès

### Club

#### Competizioni giovanili
- Professional Under-21 Development League: 1

Manchester United: 2012-2013